# مونتيريجي
مونتيريجي (
تنطق بالفرنسية: [mɔ̃teʁeʒi]
) هي منطقة إدارية في الجزء الجنوبي الغربي من كيبك. وهي تشمل مدن بوشيفيل، وبروسار، وشاتوغيه، ولونغوي، ولونغوي، وسان جان سور ريشليو، وسالبيري دي فاليفيلد، وفودرويدوريون.

## التاريخ
قام جاك كارتييه بتسمية مونت رويال في أكتوبر 1535. بنى صمويل دو شامبلان عدة حصون لحماية المستعمرين ضد الإيروكوا من جنوب البحيرات العظمى، وضد الإنجليز الذين كانوا يستعمرون إنجلترا الجديدة إلى الجنوب الشرقي.

## المجتمعات الرئيسية
- بيل أوي
- بوشيفيل
- بروسار
- كاندياك
- شومبلي
- شاتوغيه
- لا بريري

- لونغوي
- مونت ساينت هيلاري
- سان برونو دي مونترافلي
- سان كونستانت
- سان هياسنت
- سان جان سور ريشليو
- سان لامبرت

- سان لازار
- سانت كاثرين
- سانت جولي
- سالبيري دي فاليفيلد
- سوريل-تريسي
- فارين
- فودرويدوريون